# Коптєво (Курська область)
Коптєво (рос. Коптево) — присілок в Обоянському районі Курської області Російської Федерації.
Населення становить 64 особи. Входить до складу муніципального утворення Кам'янська сільрада.

## Історія
Населений пункт розташований на території українського етнічного та культурного краю Східна Слобожанщина.
Від 2004 року входить до складу муніципального утворення Кам'янська сільрада.

## Населення
| 2002 | 2010 |
| ---- | ---- |
| 105  | ↘64  |